# Compétences linguistiques
Pour un article plus général, voir Compétence de communication.
Les compétences linguistiques recouvrent l'ensemble des compétences permettant de s'exprimer dans sa langue maternelle ou dans une langue étrangère ; elles sont regroupées selon les grandes fonctions « lire », « écrire », « parler », « écouter ». Elles sont opposées par les linguistes aux performances, bien que dans le langage usuel les deux soient confondus.
Dans le lexique du Cadre européen commun de référence pour les langues (CECRL), « la compétence linguistique est celle qui a trait aux savoirs et savoir-faire relatifs au lexique, à la phonétique, à la syntaxe et aux autres dimensions du système d’une langue, pris en tant que tel, indépendamment de la valeur sociolinguistique de ses variations et des fonctions pragmatiques de ses réalisations. Cette composante, considérée sous l’angle ici retenu de la compétence à communiquer langagièrement d’un acteur donné, a à voir non seulement avec l’étendue et la qualité des connaissances (par exemple en termes de distinctions phonétiques établies ou d’étendue et de précision du lexique), mais aussi avec l’organisation cognitive et le mode de stockage mémoriel de ces connaissances (par exemple les réseaux associatifs de divers ordres dans lesquels un élément lexical peut se trouver inclus pour ce locuteur) et avec leur accessibilité (activation, rappel et disponibilité). Les connaissances peuvent être conscientes et explicitables ou non (par exemple, là encore, quant à la maîtrise d’un système phonétique). Leur organisation et leur accessibilité varient d’un individu à l’autre et, pour un même individu, connaissent aussi des variations internes (par exemple, pour un individu plurilingue, selon les variétés entrant dans sa compétence plurilingue). On considérera aussi que l’organisation cognitive du lexique, le stockage de locutions, etc. dépendent, entre autres facteurs, des caractéristiques culturelles de la ou des communautés où se sont opérés la socialisation de l’acteur et ses divers apprentissages. »